# Tricheur (chanson)
Pour les articles homonymes, voir Tricheur (homonymie).
Singles de Nekfeu
Juste pour voir (de S.Pri Noir featuring Nekfeu)
(2018) Dans l'univers (featuring Vanessa Paradis)
(2019)
Singles par Damso
RVRE (de 404Billy featuring Damso)
(2018) ParoVie (de D.A.V featuring Damso)
(2019)
Pistes de Les Étoiles vagabondes
Dernier Soupir
(15) Voyage léger
(17)
Tricheur est un single du rappeur français Nekfeu tiré de son troisième album Les Étoiles vagabondes, sorti le 7 juin 2019, en duo avec Damso. La chanson sort le 6 juin 2019
Le single est certifié single de diamant en France.

## Contexte
Ce titre est la première collaboration entre les rappeurs Nekfeu et Damso. Celui-ci marque également le retour du rappeur belge au studio, qui s'est effacé des réseaux sociaux et n'a plus rien sorti depuis son refrain en featuring sur le single RVRE de 404Billy, le 7 décembre 2018. Premier titre de ce double album à obtenir une certification, Tricheur est certifié single d'or en France par le SNEP un mois après sa sortie, platine en trois mois puis depuis fin février 2020, single de diamant avec plus de 50 millions équivalents streams.

## Composition et paroles

### Composition
L'instrumentale de Tricheur a été composée par le beatmaker Hugz.

### Paroles
Les paroles évoquent le côté malsain de l'industrie musicale, abordant le climat compétitif et le déséquilibre d'un quotidien chaotique, partagé entre tournées et enregistrements. Damso dénonce le manque de confiance envers les maisons de disque, tandis que Nekfeu mentionne l'abus de drogues dans lequel certains rappeurs tombent parfois.

## Classements

### Classements hebdomadaires
| Classements                             | Meilleure position |
| --------------------------------------- | ------------------ |
| France (SNEP)                           | 1                  |
| Belgique (Wallonie Ultratop 50 Singles) | 1                  |
| Belgique (Flandre Ultratop 50 Singles)  | 44                 |
| Suisse (Schweizer Hitparade)            | 2                  |

### Classements annuels
| Classement (2019)            | Position |
| ---------------------------- | -------- |
| France (SNEP)                | 23       |
| Belgique (Wallonie Ultratop) | 72       |
| Classement (2020)            | Position |
| France (SNEP)                | 149      |

## Certifications et ventes
| Région        | Certification | Ventes/Streams |
| ------------- | ------------- | -------------- |
| France (SNEP) | Diamant       | 50 000 000     |